# Maximiliana Josefa da Baviera
Maximiliana Josefa Carolina da Baviera (em alemão:  Maximiliane Josepha Karoline von Bayern), (Munique, 21 de julho de 1810 - Munique, 4 de fevereiro de 1821), foi uma princesa da Baviera, filha do rei Maximiliano I José da Baviera e da rainha Carolina de Baden.

## Biografia
Maximiliana nasceu no Palácio Nymphenburg, a residência de verão dos reis da Baviera. Ela foi a última filha de Maximiliano I José da Baviera e sua segunda esposa, Carolina de Baden. Sua mãe deu à luz oito filhos, apenas seu irmão mais velho, Maximiliano, morreu na infância. Os irmãos de Maximiliana incluíam o rei Luís I, Carolina Augusta, Isabel Luísa, Amélia Augusta e Sofia Frederica; bem como Luísa Guilhermina, mãe da esposa de Francisco José I da Áustria, Isabel, Imperatriz da Áustria, chamada de "Sissi ".
Em 1821, Maximiliana adoeceu com tifo e morreu aos dez anos de idade. Sua morte foi um golpe devastador para sua mãe. Ela foi enterrada em Theatinerkirche, em Munique.

## Pinturas

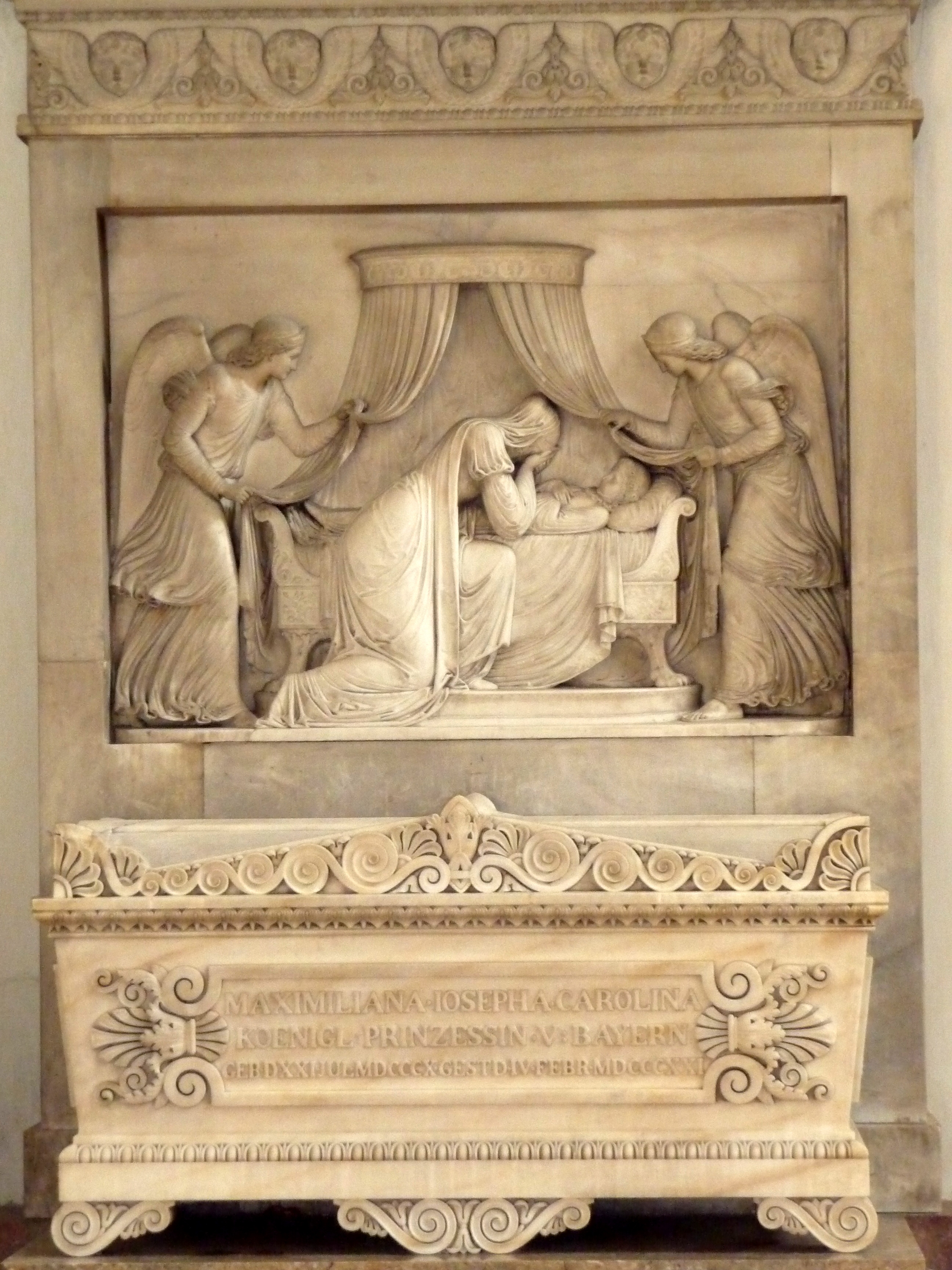
Túmulo de Maximiliana em Theatinerkirche, em Munique.

Em 1814, Maximiliana foi imortalizada pelo pintor Joseph Karl Stieler em uma pintura a óleo que aparece abraçando um cordeiro com suas irmãs gêmeas Isabel Luísa e Amélia Augusta. Depois de sua morte, sua mãe encomendou mais pinturas a Joseph Stieler. Stieler pintou-a em seu leito de morte e também fez um retrato da princesa em corpo inteiro.